# オーリ
オーリ(Ori)は『ホビットの冒険』の作中に登場するドワーフ。エレボールの遠征へ向かった13人のドワーフの一人。映画『ホビット』ではアダム・ブラウンが演じた。

## 詳細
ドーリ、ノーリの弟。灰色の頭巾を被っていた。五軍の合戦後はバーリンらと共にモリアを再興したが、オークに殺されてしまう。達筆で知られており、彼が書いたと思われるマザルブルの書にはモリアの滅亡について記されていた。

## 映画でのオーリ
映画『ホビット』では、頭髪は修道僧のようなオカッパで、髭はさほど伸ばしていない容姿だった。ドーリ、ノーリに比べ、シャイで大人しい。一行の中で記録係である。武器はスリングショットを扱う。
映画『ロード・オブ・ザ・リング』では、マザルブルの書を抱えていた白骨死体が、オーリであると明言されていた。